# Gabriela Ocete Castillo
Gaby Ocete (Palma, Illes Balears, 6 de maig de 1988) és una jugadora de bàsquet mallorquina que juga en el cdbClarinos (Ciutat de la llacuna Tenerife) de la Lliga Femenina de Bàsquet d'Espanya. Mesura 1,70m i la seva posició és la de base.
És considerada una de les millors bases de la lliga femenina. Va començar a jugar al bàsquet als 8 anys. Formada en les categories inferiors de CTEIB i Club San Josep Obrer, va debutar a la Lliga Femenina als 18 anys amb Rivas futura on va estar una temporada. La següent temporada es va incorporar al Joventut Mariana de la Lliga Femenina 2 on va aconseguir l'ascens a Lliga Femenina. Va estar 5 anys a Sóller i va marxar a França una temporada en el Tarbes on també va debutar a l'Eurocup. El 2014 torna a Espanya després de fitxar per Rivas Ecópolis on a més de jugar en Euroleague va guanyar el títol de Lliga Femenina. El 2015 va ser campiona de Paraguai amb el Sol d'Amèrica i es incorcorà al setembre al Mann Filter Saragossa. Des de l'estiu de 2016 juga amb l'IDK Guipúscoa. Aquesta temporada aconsegueix una històrica classificació a Playoffs després d'un espectacular final de temporada.El 2017 anuncia la seva volta a Saragossa.El 2018 va ser la major assistent de la Lliga Femenina de Bàsquet d'Espanya quedant amb el seu equip en tercera posició de la lliga regular i arribant fins a la semifinal dels Play-offs pel títol. La temporada 18/19 jugarà en el Club Bàsquet Al-Qázeres.
Ha jugat en quatre països diferents (Espanya, França, Equador i Paraguai). Ha estat internacional en les categories inferiors de la selecció espanyola, (Sub-16, Sub-18, Sub 19 i Sub-20) on ha aconseguit guanyar els europeus Sub-16 i Sub-18. En l'Europeu Sub-20 va ser triada millor base de la competició.

## Trajectòria
- 2005-06 Club Esportiu Jovent (Nacex Jovent). Lliga Femenina 2
- 2006-07 Esportiu Covibar (Rivas Futura). Lliga Femenina
- 2012 Santa María-USFQ. Lliga equatoriana
- 2012-13 Tarbes Gespe Bigorre. Lliga Francesa
- 2015 Sol d'Amèrica
- 2015-16 Stadium Casablanca Lliga Femenina
- 2016-17 IDK Guipúscoa. Lliga Femenina
- 2017 Olimpia
- 2017-18 Stadium Casablanca Lliga Femenina
- 2018-19 Club Bàsquet Al-Qázeres Lliga Femenina

## Palmarès

### Clubs
- MVP Lliga Equatoriana (1): 2012
- Challenge Round (1): 2013
- Lliga Femenina (1): 2014
- Trofeu Metropolità (1): 2015
- Trofeu Obertura (1): 2017

### Selecció espanyola
- Medalla d'Or en Europeu sub-16 de 2004
- Medalla d'Or en Europeu sub-18 de 2006
- Millor Base en Europeu Sub-20 (1): 2008